# ごまさとし
ごまさとしは、日本のイラストレーターである。

## 主な作品

### 挿絵
一般向け（ライトノベル）
- よめせんっ!（マサト真希、アスキー・メディアワークス、電撃文庫）

成年向け（ジュブナイルポルノ）
- 巫女かるてっと（真慈 真雄、キルタイムコミュニケーション、二次元ドリーム文庫）
- さいみん!（巽飛呂彦、フランス書院、美少女文庫）
- さいみん! さいみん!!（巽飛呂彦、フランス書院、美少女文庫）
- もっとさいみん!!!（巽飛呂彦、フランス書院、美少女文庫）
- ヘンコイ! 露出なお嬢様とコスプレ剣道少女と恋しよう（巽飛呂彦、フランス書院、美少女文庫）
- 押しかけプリンセス ナイト&メイド付き（巽飛呂彦、フランス書院、美少女文庫）
- 生徒会長はエロゲー好きハート（巽飛呂彦、フランス書院、美少女文庫）
- お姉ちゃんは3歳児!?（巽飛呂彦、フランス書院、美少女文庫）
- どれちょ!生徒会ドレイちょーきょー（巽飛呂彦、フランス書院、美少女文庫）
- いもうと祭り!（橘真児、フランス書院、美少女文庫）
- いもうと温泉!（橘真児、フランス書院、美少女文庫）
- いもうと水着!（橘真児、フランス書院、美少女文庫）
- いもうと神様!（橘真児、フランス書院、美少女文庫）
- ふたご学園寮へようこそ ボクって女のコ!?（橘真児、フランス書院、美少女文庫）
- カワイイお兄ちゃんなんて大キライ!（橘真児、フランス書院、美少女文庫）
- ヤンデレ学園ハーレム天国（相泉ひつじ、フランス書院、美少女文庫）
- スポ婚! お相手は女神三姉妹（河里一伸、フランス書院、美少女文庫）
- 初恋巫女姉妹 色に出にけり我が変は（橘ぱん、フランス書院、美少女文庫）
- 肉食生徒会長サマと草食な俺（黛ましろ、フランス書院、美少女文庫）

### ゲーム原画
- ちちうち
- おしえて巫女先生
- おしえて巫女先生弐
- おしえて巫女先生弐・外伝 〜ハーレム編〜
- ヒロインズナイトメアVol.2